# Iveco Evadys
Iveco Evadys (dříve Irisbus Evadys) je model autobusu pro linkovou, dálkovou a zájezdovou dopravu, vyráběný od roku 2005 společností Iveco Bus (dříve Irisbus). Byl navržen jako mezistupeň mezi standardními linkovými autobusy (Ares, Arway, Crossway) a zájezdovým autobusem Magelys.
Model Evadys byl představen v roce 2004 a následně byl od roku 2005 vyráběn ve francouzském městě Annonay a v českém Vysokém Mýtě. Výroba byla přerušena v roce 2013, kdy došlo k přejmenování společnosti Irisbus na Iveco Bus a k reorganizaci vyráběných modelů. Produkce byla obnovena v roce 2016 pod upraveným značením a s pozměněnými rozměry, vnějším vzhledem a vnitřním vybavením. Pro výrobu bylo zvoleno Vysoké Mýto, kde se vyrábí autobusy Iveco Crossway, které jsou modelu Evadys konstrukčně podobné a část jejich dílů je shodná. Hlavním rozdílem mezi modely Evadys a Crossway je výška podlahy. Zatímco model Crossway má podlahu ve výšce 860 mm, model Evadys má podlahu ve výšce 1 142 mm, čímž je dosaženo většího zavazadlového prostoru.

## Varianty

### Irisbus Evadys
- Irisbus Evadys HD 12M – vyráběn v letech 2005 až 2013
- Irisbus Evadys HD 12,8M – vyráběn v letech 2005 až 2013
- Irisbus Evadys H 12M – vyráběn v letech 2007 až 2013
- Irisbus Evadys H 12,8M – vyráběn v letech 2007 až 2013

### Iveco Evadys
- Iveco Evadys 12M – vyráběn od roku 2016
- Iveco Evadys 13M – vyráběn od roku 2016

Podle rozložení dveří:
- jednokřídlé střední dveře (1-1-0)
- dvoukřídlé střední dveře (1-2-0)
- zadní dveře (1-0-1)